# Soundcraft
Soundcraft est une société britannique de fabrication de consoles de mixage pour la sonorisation, l'audiovisuel et la radio. Fondée par l'ingénieur du son Phil Dudderidge et l'électronicien Graham Blyth en 1973, elle appartient aux sociétés d'origines du groupe Harman.

## Histoire

Ancien logo.

Soundcraft marque le début de sa notoriété avec les consoles Series 1 qui sont les premières à être directement montées dans des  Flight-Cases, ce qui facilite grandement leur manutention. La série comportait des modèles 12 et 16 entrées, qui intégraient en standard 4 sorties en plus de la sortie stéréo, un départ appelé "echo" postfader et une écoute préfader (aujourd'hui appelée PFL). Chaque canal comportait 4 bandes d'égalisation à fréquence fixe. Les consoles Series 1 intégraient un connecteur multibroches qui permettait de connecter directement la console à un cable multipaire transportant les sources micro de la scène à la console. Ce système novateur à l'époque permettait de placer facilement la console façade au milieu du public.
Les consoles Series 1S ont été introduites sur le marché en 1975. Elles intégraient en standard l'égaliseur 4 bandes dont deux mediums à fréquence variable cher à Soundcraft qui en fera par la suite une norme. En complément, les consoles Series 1S intégraient un second départ auxiliaire, uniquement disponible sur la version 20 canaux de la console.
En 1975, Soundcraft dévoile la console Series 2 qui est présentée comme une console hybride, à destination aussi bien de la sonorisation que du studio. Cette console marquera le début d'une dissociation pour Soundcraft des consoles à destination du studio et du live. La console Series 2 permettra à Soundcraft d'acquérir ses marques de noblesse en matière de "British Sound" (Son anglais). La couleur si caractéristique du son anglais lui apporte une musicalité toute originale qui sera mondialement reconnue (Pink Floyd, Sting, etc.). La console Series 2 est commercialisée en version 4 bus et sera ensuite mise à jour vers une version 8 bus. Elle est initialement proposée en deux versions : 12 et 16 entrées. Elle sera ensuite mise à jour avec une version 24 entrées. Le design semi-modulaire de la console intégrait des modules indépendants pour chaque entrée. Les canaux d'entrée étaient proposés avec 4 auxiliaires (sélectionnables pré/post), un PFL, une assignation aux bus et au master stéréo et des égaliseurs à fréquence fixe ou variable. La version à fréquences variables permettait de sélectionner un niveau d'entrée adapté aux micros ou un niveau d'entrée adapté aux signaux "ligne". La section master intégrait les retours d'effets, les bus, la section d'écoute et de monitoring. Cette console était tout spécialement destinée à être raccordée à un magnétophone multipiste.
En 2006, Soundcraft dévoile la console Vi6, une console live numérique de grand format (jusqu'64 entrées, 35 sorties et 32 bus). Les entrées et sorties se font soit via le Local Rack, soit via une ou plusieurs Stage Box (64 entrées mic/line et 32 soties lignes analogiques) connectés au rack central par câble Ethernet ou optique. Soundcraft sortira d'autres consoles Vi comme la Vi1, la Vi2, la Vi3000 et la Vi4.